# Billy Evans (cestista 1947)
William D. Evans, detto Billy (3 marzo 1947), è un ex cestista statunitense, professionista nella ABA.

## Carriera
Venne selezionato dai Boston Celtics al tredicesimo giro del Draft NBA 1969 (175ª scelta assoluta).